# Gończy fiński
Gończy fiński – jedna z ras psów, należąca do grupy psów gończych i posokowców, zaklasyfikowana do sekcji psów gończych. Podlega próbom pracy.

## Krótki rys historyczny
Rasa powstała w XVIII wieku w wyniku krzyżowania gończych angielskich, niemieckich, szwajcarskich i skandynawskich.

## Użytkowość
W lecie jako zwinny i energiczny łowczy wykorzystywany jest do polowań na drobną zwierzynę. W zimie woli być towarzyszem człowieka w domu.

## Charakter i temperament
Pies przyjazny i aktywny.

## Wygląd
Umaszczenie jest trójkolorowe, z czarnym kuprakiem, białą strzałką na pysku i białymi znaczeniami w dolnych partiach ciała. Sierść gęsta i twarda. Charakterystyczny jest tułów, którego długość jest większa niż wysokość psa w kłębie. Inne cechy to duże i opadające uszy, mocne nogi i opuszki oraz długi ogon.